# Борзой
Борзой (на руски: Борзая) е порода кучета, произхождаща от Русия. Принадлежи към групата на хрътките.

## История
Борзоят вероятно е потомка на древни хрътки, които са отглеждани преди новата ера в Северна Африка и Близкия изток. Оттам вероятно са се разпространили в Европа и Сибир. Първите описания на борзая датират от 17 век и описват кучета, близки до днешните от породата, използвани за лов на диви животни, най-вече вълци.
В началото на 18 век борзоите започнали да се смесват с хрътки от Западна Европа, например грейхаунд, а в началото на 1820-те с азиатски хрътки.
Получили се много разновидности на породата и през 1888 година бил написан първия ѝ стандарт. Това дало началото на днешните борзои.
В началото на 19 век почти всеки състоятелен помешчик имал от породата и я развъждал по свой си начин. Така се получили много разновидности, кръщавани на господарските семейства, които са ги създавали. Всеки от тези типове имал характерни признаци, по които се отличавал от другите. По-късно различните типове се слели в по-общи видове.
През 1874 породата за първи път била показана на изложение в Москва. Първият стандарт бил приет през 1888. По това време породата придобила и съвременния си вид. Първата родословна книга на борзаите била създадена от Обществото на ловците на император Александър II. Първият том излязъл през 1902 и в него били вписани 15 родословия. До 1917 били издадени още 5 тома. По това време броят на борзаите не бил толкова голям, колкото е днес. Тогава в цяла Русия имало не повече от 3000 представители на породата, а едва 2000 от тях имали родословие. Основно те били в Тулската, Тамбовската, Саратовската, Царицинската и Липецката губерния.

## Външен вид
Теглото на средностатистическия екземпляр е 20 – 30 кг, а ръстът му – 75 – 100 см. Козината му е копринено мека, като може да бъде чуплива или къдрава. Разцветката може да бъде много разнообразна – бяла, мръснобяла, черна, светлокафява, сива, сива с тъмни ивици и др. Борзоят силно напомня на вълк и е отглеждана да лови именно вълци. Има голямо, жизнено тяло и малка, продълговата глава. Линеенето е на средно ниво, по-обилно през по-горещите сезони, като лятото и пролетта.

### Поддръжка на външния вид
Тъй като линеенето е средно, е нужно козината да се сресва два пъти седмично, а през периодите на по-обилно падане на козината – всеки ден. Също така е необходимо козината по лапите да се поддържа къса и ако е нужно да мие козината.

## Темперамент
Борзоят е нежен, грациозен, самоуверен, с достойнство, спокоен и кротък по характер. Той е активен и бърз на закрито, което означава, че има нужда от упражнения и игри. Не трябва да играе на несигурно място, тъй като може да избяга. Борзоят е величествена и благородна порода, отнасяща се добре с по-големи и внимателни деца.
Разбира се добре с други големи кучета, но обича да преследва по-малки животни, затова не е препоръчително да бъде оставян близо до котки, дребни кучета и други такива животни, които лесно биха го изкушили в преследване. Ранната и правилна социализация е от съществено значение, защото в противен случай кучето може да стане плахо или агресивно. Борзоят е сдържан сред непознати. Въпреки че е мирен по характер, не обича да бъде дразнен и в такива случаи може да реагира агресивно. Той е тих, чувствителен и интелигентен и лесно може да се отегчи.

## Здраве
Средната продължителност на живота при борзоите е 9 – 13 години. Съществуват редица болести, които засягат тази порода: алергии, катаракт, проблеми със сърцето, PRA и др. Възрастните екземпляри задължително трябва да притежават OFA и CERF сертификати за здравословно състояние.

## Борзоите в изкуството
Елегантността на борзоя векове наред е вдъхновявала художници, поети, скулптори и фотографи. Пикът на изобразяването на борзоите идва със стила ар деко. Френският художник Луи Икар се прославил благодарение на своите картини с кучета от тази порода. По същия начин се прославил и скулпторът Дмитрий Чипарус.
По-долу са изброени примери за изобразяване на борзоя в различните разновидности на изкуството:

### Живопис
- П. П. Соколов
  - Ловец с борзои (1869)
  - Лов с хрътки (1871)
  - Лов на вълци
  - Ловци с хрътки
  - Ловен сбор (1870)
- В. А. Серов
  - Петър I на лов с кучета (1902)
  - Петър I (1907)
  - Борзая от царските ловни кучета (1902)
  - Петър II и царица Елизавета на лов
- С. С. Ворошилов. Лов на вълци
- А. Д. Кившенко. Спускането на вечерта
- А. С. Степанов. След лов (1894)

### Скулптура
- Н. И. Либерих Борзоят, ловящ зайци
- Е. А. Лансър Ловци с борзои

### Други
- Пощенски марки с изображения на борзои (1965, 1988 г.)
- Пощенски пликове с борзои (СССР)